# Fogyasztói árindex
A fogyasztói árindex az infláció jelzésére szolgáló indexszám. Méri a lakosság által megvásárolt áruk, igénybe vett szolgáltatások árának átlagos változását egy meghatározott időintervallumon belül. Általában ezt tekintik az infláció mérőszámának, bár a teljes infláció becsléséhez és meghatározásához sok más árindexet is érdemes figyelembe venni.
A fogyasztói árindexet eredetileg a bérek megélhetést biztosító szintjének meghatározására a munkaügyi hivatalok számolták, csak a 20. század második felében vették át a fogyasztói árindexek karbantartását a nemzeti statisztikai hivatalok.
A világ legtöbb országában a fogyasztói árindexhez kötnek különböző szociális és jóléti szolgáltatásokat, pl. a nyugdíjakat, szociális jellegű segélyeket. Figyelembe veszik azt a jegybanki alapkamat és különböző kamatlábak megállapításakor stb. A kormányok és központi bankok pénzügyi politikájukban elsősorban inflációs céljaik alakításánál számításba veszik a fogyasztói árindexek valós és becsült változását. De fontos szerepet kap a szakszervezetek és munkaadók közötti bértárgyalásokban is.

## Története
A különböző kormányszervek Európában az első világháborút követő inflációs hullám hatásának mérésére és a kezeléséhez szükséges intézkedések kidolgozásához kezdetek fogyasztói árindexeket mérni.

A fogyasztói árindex első nemzetközi szabványát 1925-ben a munkaerő statisztikusok (Labour Statisticians) második nemzetközi konferenciáján dolgozták és hirdették ki. A szabvány hivatalosan a megélhetési költségek indexe névre hallgatott és meghatározása szerint egy meghatározott életnívó fenntartásának költségeiben végbemenő változások mérésére szolgált 
. A jóval általánosabb fogyasztói árindex fogalmát 1962-ben a munkaerő statisztikusok tizedik nemzetközi konferenciáján határozták meg. Magukat az indexszámítási szabványokat 3 alkalommal módosították 1947-ben, 1962-ben és utoljára 1989-ben.
1994-ben az Egyesült Nemzetek Statisztikai Bizottságának kezdeményezésére a nemzeti statisztikai intézeteknek és más nemzetközi szervezeteknek a képviselőiből valamint egyetemi kutatókból létrehozták a fogyasztói árindex módszertani problémáinak vizsgálatára az Ottawa szakértői csoportot. Az Ottawa csoport 10 év alatt közel 100 tudományos publikációban vizsgálta a fogyasztói árindex elméleti és gyakorlati kérdéseit.

## Indexálás
Az indexszámítás ötlete közel 200 éve a bérek értékváltozásának követésére született. Kezdetben az árindexet a munkabér indexálásának megalapozására használták. Ez közvetlenül meghatározta az árindex tartalmát. Ebből következően először, hogy árindexeket azoknak a háztartásoknak a fogyasztása alapján határozták meg amelyek bevétele alapvetően a munkabér volt. Másodszor a luxuriózus vagy „haszontalan” áruk és szolgáltatásokat megvásárlására szolgáló kiadásokat kizárták a számításokból.
Egyre több országban általános gyakorlat, hogy a fogyasztói árindexet összekötik, a szociális juttatások mértékének megállapításával. Ilyen juttatás például a nyugdíj, a munkanélküli járadék, a táppénz, a gyermekgondozási segély stb. Ilyenkor, gyakran politikai sugallatra, kizárhatnak az árindex számítás fogyasztói kosárából bizonyos termékeket és szolgáltatásokat, azon az alapon, hogy azok feleslegesek vagy alkalmatlanok. Ilyenek a nyaralással, utazással kapcsolatos kiadások, a szerencsejáték, a dohányáruk, vagy az alkoholos italok.
Elterjedt gyakorlat a háztartások kategorizálása és kategóriák szerint különböző fogyasztói árindexet számítása is. Tipikus példa erre a nyugdíjas fogyasztói árindex. Nemzetközi gyakorlat szerint ezt például azokra a háztartásokra számítják, ahol a fő bevételi forrás a nyugdíj, vagy valamilyen más szociális juttatás, segély.

## Indexszámítás
Az alapkérdés milyen indexszámot használjunk. Az indexszámok elméletének nagyon nagy az irodalma. Az elmúlt két évszázadban matematikusok, közgazdászok és statisztikusok nagy számú és különböző matematikai képletet, algoritmust dolgoztak ki és publikáltak. Annak ellenére, hogy nincs egyetlen olyan képlet sem amely minden esetben használható lenne, a legtöbb indexszámításban érdekelt kutató megegyezik, hogy van a speciálisan megélhetési költségek számítására alkalmazható indexeknek egy szűk köre, ezeket gyakran szuperlatív indexeknek is nevezik.
Ezeknek a szuperlatív indexeknek a jellemző tulajdonsága hogy az árak és a jószágok mennyiségét két összevetési periódusban szimmetrikusan veszik figyelembe.

## Fogyasztói kosár
A fogyasztói árindex lényege, hogy megmutassa egy háztartás kiadásai két időperiódus között hogyan változnak. Azonban ennek az információnak nem sok az értelme, ha csak az ismert, hogy a kiadások 5%-ot nőttek, de nem megállapítható, hogy a növekedés az árak, vagy a megvásárolt áruk és szolgáltatások mennyiségének változása miatt következett be.

A fogyasztási árindex számítására használt legelterjedtebb és legnépszerűbb indexszámok az árindexet mint az összehasonlított periódusokban megvásárolt adott mennyiségű árú és szolgáltatás árának százalékban megadott változását definiálják. Ezt az adott mennyiségű árut és szolgáltatást nevezik általában fogyasztói kosárnak. Egy ilyen index jelentését könnyű megmagyarázni a fogyasztóknak. A gyakorlatban az árváltozásának százalékban megadott súlyozott átlagával számolnak. A súly meghatározott időszakokban az egyes elemek háztartási fogyasztáson belüli relatív fontosságát határozza meg. A számítások eredményét alapvetően eldönti, hogy ezeknek a súlyoknak a meghatározása milyen mértékben tükrözi a valós fogyasztást. 
A fogyasztási árindex mellett számolnak „megélhetési árindexet“ (cost of living index — COLI) is. Míg a fogyasztói árindex számításakor a teljes fogyasztói kosár minden árujának és szolgáltatásának megvételéhez szükséges kiadások két idő periódus közti változását mérik, addig a megélhetési árindex egy adott életnívó megtartásához szükséges javak minimális költségeinek a változását méri.
Elméletileg fogyasztói kosárnak tekinthetjük a jószágok tetszőleges halmazát. A kosár tartalmát nem kell valamelyik a megfigyelésbe bevont periódus fogyasztása szerint korlátozni. Például egyes elem mért értéke akár két periódus mért értekének számtani vagy mértani átlaga is lehet. A gyakorlatban a fogyasztói árindex számításához használt fogyasztói kosár összetételét a háztartások fogyasztásának több korábbi évi megfigyelésének összesítésével és elemzésével állítják össze. Elterjedt gyakorlat, hogy a havi fogyasztói árindex számításához minden évben, a megelőző évek statisztikai adatai alapján korrigált, az adott évre érvényes fogyasztói kosárral számolnak.

### Pénzbeli és nem pénzbeli kiadások
Az áruk és szolgáltatások beszerzésénél a felhasznált eszközök természetük szerint feloszthatók pénzbeli és nem pénzbeli kiadásokra. Pénzbeli kiadásokról beszélünk, ha a háztartások készpénzzel, csekkel vagy hitelkártyával fizetnek beszerzéseikért. Ha a háztartás beszerzései költségeinek fedezésére nem használ valós pénzügyi eszközöket hanem a javakat vagy szolgáltatásokat más úton szerzi be, nem pénzbeli kiadásról beszélünk.
Nem pénzbeli kiadás ha a beszerzett áruk, szolgáltatások ellenértékét nem készpénzzel, hanem kompenzációs üzlettel (barter) fedezik. A kompenzációs üzletek esetén az ellenszolgáltatásként adott áru vagy szolgáltatás ára negatív értékkel jelenne meg az árindex számításakor, ezt és az ezzel járó problémákat elkerülendő, feltételezik, hogy ezek a kompenzációs üzletek nullszaldósak, értéküket tekintve azonosak, és ezért a kompenzációs üzleteket a fogyasztói árindex számításakor nem veszik figyelembe.
A háztartások abban az esetben is nem pénzbeli kiadásként jutnak áruhoz vagy szolgáltatáshoz, ha valamelyik családtag munkájához kapcsolódóan munkáltatójától természetbeli juttatást (cafeteria) kap. Ebben az esetben a dolgozó munkájával fizet a kapott javakért és nem készpénzzel. A természetben kapott fogyasztási javakat egy becsült piaci áron általában beszámítják a fogyasztói árindexbe.

Bonyolultabb a helyzet a nem pénzbeli kiadások harmadik csoportjával, a háztartások saját fogyasztásra termelt javaival és szolgáltatásaival. A saját fogyasztáson belül a legnagyobb súlya a lakásfenntartási költségeknek van. Ezeknek a kiadásoknak a kezelése nagyon fontos konceptuális kérdés az árstatisztikusok körében. 
A szigorúbb árstatisztikai felfogás szerint fogyasztási árindex számításánál kizárólag a pénzbeli kiadások vehetők figyelembe. Azoknak a javaknak az ára amelyekhez a háztartás nem pénzbeli kiadások során jutott, az indexszámításkor csak mint becsült, beillesztett árak vehetők figyelemben. Ezek a beillesztett árak nem adnak többlet információt, kizárólag az egyes árucsoportok súlyozását befolyásolják, növelve az árindexben a nem pénzügyi tranzakciók során beszerzett áruk és szolgáltatások súlyát.
Ha a fogyasztói árindex számításának az elsődleges célja inflációszámítás, akkor az indexszámításkor figyelembe vett árakat kizárólagosan a pénzbeli kiadásokra kell korlátozni. Ezt indokolja, hogy a nem pénzbeli kiadások nem generálnak pénzforgalmat, nincs szükségük pénzre.

### Tartós és nem tartós fogyasztási cikkek
A fogyasztói árindex irodalmában különbséget tesznek a fogyasztási javak és szolgáltatások beszerzése és felhasználása között. A javakat egy adott időpontban vásárolják meg és más időpontban, sokszor jóval később vagy ismétlődő módon, folyamatosan több időintervallumon keresztül hasznosítják. A legtöbb szolgáltatás esetén a beszerzés, előfizetés ideje egyáltalán nem esik egybe a szolgáltatás használatának az idejével.
Ez a probléma, hogy a vásárlás és a felhasználás időpontja nem esik egybe, még azoknál az előfizetett szolgáltatásoknál is fenn áll, ahol az előfizetési díj fizetése valamilyen rendszerességgel történik. A konkrét fizetés és a felhasználás ideje közötti eltérés, történjen a fizetés készpénzzel, átutalással legtöbbször a pénzügyi intézmény, vagy a szolgáltató adminisztrációs érdekeitől és intézkedéseitől függ.
A árukat és szolgáltatásokat ennek megfelelően a következő nagy csoportokra osztják:
- egyszeri felhasználású fogyasztási cikkek: élelmiszerek, italok, tüzelőanyag stb.  Egyes háztartások ezeket a fogyasztási cikkeket is tartalékolhatják, de ez leginkább bizonytalan időben jellemző.
- tartós fogyasztási cikkek: bútor, háztartási gépek, felszerelések, járművek  Ezeket a javakat a háztartások a beszerzésüket követően hosszú időn keresztül - általában éveken át - használják.
- állóeszközök: épületek, gépi berendezések, felszerelések  Ezek közvetlenül nem részei a háztartások fogyasztásának, azonban az inflációs számítások rendszerint tartalmazzák ezeket az elemeket is.

A különböző tartós fogyasztási cikkek hivatalos, nemzetközileg elfogadott osztályozását az ENSZ Statisztikai Igazgatósága által összeállított és karbantartott COICOP (Classification of Individual Consumption according to Purpose) lista tartalmazza. A COICOP lista a tartós fogyasztási cikkek mellett féltartós fogyasztási cikkcsoportokat is tartalmaz, ilyen például a ruházat. Az ingatlanok és más állóeszközök a COICOP szerint nem tartoznak a fogyasztási javak közzé, kívül esnek a COICOP hatáskörén.
A közszolgáltatások (víz, villany, csatorna, telefon, stb.) használata folyamatosan jelen van a lakosság életében. Sokan életminőségük biztosításához kénytelenek folyamatosan egészségügyi szolgáltatásokat igénybe venni. Hasonlóan egyre többen vesznek igénybe fizetős oktatási szolgáltatásokat, amelyeknek hasznát egész életükben élvezni fogják. Ezeket a szolgáltatásokat az árindex-számításban a tartós fogyasztási cikkekkel analóg módon szokták figyelembe venni. A tartós fogyasztási cikkekhez hasonló tulajdonsága az oktatási, illetve egészségügyi szolgáltatásoknak az is, hogy használatuk gyakran annyira drága, hogy csak kölcsönfelvétellel finanszírozhatók, és tőkebefektetéshez hasonlóan viselkednek.

### Beszerzett és felhasznált javak

#### Kiadások, amelyek nem számítanak be az indexbe
Definíció szerint a fogyasztói árindex a fogyasztási javak és szolgáltatások árváltozásának mérésére szolgál. Ebből következik, hogy azoknak a javaknak a beszerzése, amelyek nem tartoznak az áruk és a szolgáltatások körébe, kívül esnek a fogyasztói árindex hatáskörén is. Ilyenek a kötvények, adóslevelek, részvények, egyéb pénzügyi eszközök. Azonban ennek az elvnek a gyakorlati megvalósítása sokszor hordoz ellentmondásokat.

#### Gazdasági, szociális, pénzügyi transzferek
Transzfereknek azokat a tranzakciókat nevezzük, amikor egy gazdasági egység valamilyen ingóságot, árut, szolgáltatást vagy más vagyont úgy ad át, hogy semmilyen ellenszolgáltatást nem kap érte, azaz a tranzakcióban nincs partner. A transzfer egy viszonzás nélküli tranzakció. Mivel a háztartások transzfer esetén se áruhoz, se szolgáltatáshoz nem jutnak, a transzferek nem kerülhetnek be a fogyasztói árindexbe.
Szakmai probléma annak a meghatározása, hogy agy adott tranzakció valójában transzfer-e vagy sem. Ez a probléma nem csak a fogyasztói árindex számításkor, de a nemzeti számláknál is fenn áll.
A társadalombiztosítási járulékok, jövedelemadó, vagyonadó, egyéb adók után ellenszolgáltatásként a háztartások semmilyen konkrét árut vagy szolgáltatást nem kapnak, ezeket transzfereknek tekintjük és nem számítjuk be a fogyasztói árindexbe. Ilyenek az ingatlanadó és más helyi adók is. Ezek kormányok, önkormányzatok felé irányuló kötelező és viszonzatlan transzferek, mint ilyenek, kívül esnek a fogyasztói árindex hatáskörén.
A háztartásokat gyakran terhelik különféle illetékek és díjak is. Általában nem világos, hogy ezek szimplán más név alatt beszedett adók, vagy a kormányszervek a beszedett pénzért valóban biztosítanak valamilyen konkrét ellenszolgáltatást, például felügyeleti, szabályozási funkciót. Az utóbbi esetben tekinthetjük ezeket az illetékeket a szolgáltatások árának. Ezek a költségek általában határesetnek tekinthetők és különböző dokumentumok foglalkoznak velük, mint például az SNA vagy más Nemzetközi Valutaalap kiadványok.
E szerint például a rádió-, televízió-előfizetési díjak, a jogosítvány, fegyvertartási engedély, útlevél megszerzéséhez, hosszabbításához kapcsolódó illetékek beletartoznak a fogyasztói kosarába. Ellenben a földi, vízi, légi járművek forgalomba hozatalakor és üzemben tartásához szükséges iratok illetékeit, vadászati, horgászati engedélyek költségeit általában adójellegű tehernek tekintik és mint ilyenek, kívül esnek a fogyasztói árindex hatáskörén.
Az ajándékok definíció szerint transzferek. A jótékonysági szervezetek számára történő kifizetések, előfizetések, adományok jellegüknél fogva nem járnak konkrét ellenszolgáltatással, ezért ezek szintén kívül esnek a fogyasztói kosár hatáskörén. Más elbírálás alá esnek a klubok, egyesületek tagsági díjai, ezek rendszeres szolgáltatásokkal járnak (egyesületi rendezvények, újságok, hírlevelek, stb.), ezért ezeket a tagdíjakat figyelembe kell venni a fogyasztói árindex számításánál. A borravaló, hálapénz ajándéknak tekinthető, ezért nem része a fogyasztói kosárnak. Bár nem ritka az olyan szituáció, amikor egyes szolgáltatások csak ajándékokkal vásárolhatók meg, ekkor be kellene ezeket az ajándékokat a fogyasztói kosárba számítani, de ez már a korrupció kérdéskörébe esik.

#### Biztosítások
A biztosítások két alapcsoportra oszthatók: az életbiztosításokra és a nem életbiztosításokra. Minden megkötött biztosítás költsége két részből áll. Egyik alkotórész a biztosítás nettó költsége, a másik rész a szervizköltség (adminisztrációs, kalkulációs, kezelési, stb. költségek). Ez a második összetevő természetes része a fogyasztói árindexnek. Nem életbiztosításoknál maga a nettó biztosítási költség egy közös kockázati alapba kerül, így transzfernek minősül, és ki kell venni a fogyasztói kosárból. A gyakorlatban ez a szétválasztás nehezen vagy egyáltalán nem valósítható meg. Az életbiztosítások nettó díja valójában pénzügyi befektetés, és mint ilyen kívül esik a fogyasztói árindex hatókörén. A biztosítások zöme brókereken és ügynökökön keresztül jut el a biztosítottakhoz, ezeknek a közvetítőknek kifizetett ügynöki díjat be kell számítani a fogyasztói kosárba.

#### Szerencsejáték
A szerencsejátékokra, fogadásokra kifizetett összegek a biztosításokhoz hasonlóan két részre oszlanak: egyik rész a szervizköltség, a másik rész a nyereményalapba kerülő összeg. Ez utóbbi egy klasszikus transzfer, így nem része a fogyasztói kosárnak. A szervizköltségek a fogyasztói árindex hatókörébe esnek. A szervizköltségeket legtöbbször a szerencsejáték-üzemeltetőknél aggregátumként vonják be az árindexbe mint a bevételek (tétek) és a kiadások (nyeremények) különbségét.

#### Pénzügyi tranzakciók, befektetések
A pénzeszközök nem képezik a fogyasztás részét. Pénzvagyon, egyéb pénzbeli követelés vagy azok kiterjesztése mint például a kölcsönkihelyezés, a kölcsönfelvétel vagy valamilyen refinanszírozás pénzügyi tranzakciónak számít, és alapvetően különbözik a termékek, áruk, szolgáltatások vásárlásától. Pénzügyi eszközök vásárlása nem fogyasztás hanem a befektetés egy formája. A legtöbb pénzeszköz, különösen az értékpapírok (váltók, kötvények, adóslevelek, és részvények) piacképesek, van forgalmi értékük, áruk és saját árindexszel rendelkeznek, ez azonban nem a fogyasztói árindex, hanem a tőzsdeindex.
De a háztartások tulajdonolta pénzeszközökhöz kapcsolódó egyéb járulékos szolgáltatások ára, a brókerek, bankok, biztosítótársaságok, nyugdíjalapok, pénzügyi tanácsadók, könyvelők, könyvvizsgálók költségei, bérei részét kell, hogy képezzék a fogyasztói árindexnek.

#### Valutavásárlás
Személyes használatra vásárolt idegen valuták, pénzeszközök ezért nem tartoznak a fogyasztói árindex hatókörébe, és nem tartozik ide az árfolyam-változások következtében keletkező árfolyamnyereség vagy árfolyamveszteség sem. De valutaváltók szervizköltségei, beleértve a vételi és eladási árfolyam valamint a középárfolyam közötti árfolyam-különbséget is, részét képezik az árindexnek.

#### Saját termékek (saját szükségletre termelt élelmiszer, saját lakás fenntartási munkái)
Elméleti szinten is nehéz meghatározni, hogy az egyes háztartások csak homályosan definiálható termelő tevékenységének mi a valós végterméke. Még bonyolultabb meghatározni a háztartások fontos szolgáltatásainak (gyermeknevelés, gyermekápolás, betegápolás, idősellátás, stb.) a hozamát. Nehéz ezt megtenni még akkor is, ha ezek a tevékenységek megfelelően azonosíthatók, mérhetők és beárazhatók. A háztartáson belül nincsenek kereskedelmi tranzakciók, így nincsenek reális árak sem. Az árindexet szükségszerűen csak behelyettesített árakkal lehet számolni. Az így megállapított árak nem csak hipotetikusak, hanem nagyon spekulatívok is, használatuk a valódi piaci árakban érdekelt felhasználók számára elfogadhatatlanok.
A háztartások saját lakásuk fenntartásával kapcsolatos tevékenysége a fogyasztói árindex számításában olyan mennyiségű és minőségű elméleti és gyakorlati problémát vetett fel, hogy ezeket a tevékenységeket teljes egészében kivették a fogyasztói árindexből. 2013-tól az Európai Unióban külön lakásárindexet és sajátlakás-árindexet számítanak.

### Szezonalitás
A évszakok változása és a tradicionális ünnepek a fogyasztásra jelentős szezonális hatással vannak. A szezonális áruk kezelése az árstatisztikusok egyik legnagyobb kihívása. Két fajta szezonális áru lehet. Az egyik csoportot azok az áruk és szolgáltatások alkotják, amelyek az év bizonyos részében egyáltalán nem érhetők el a piacon. Ezek a „szigorúan” szezonális áruk. A másik jószágcsoport egész évben elérhető, de ezek ára nagymértékben szezonfüggő. Ezek a „gyengén” szezonális áruk. A szigorúan szezonális áruk kezelése a nehezebb feladat.
A szezonális hatások olyan jelentősek is lehetnek, hogy az infláció mérésében hamis eredményeket is hozhatnak. A fogyasztói árindex számításában a fogyasztói kosárban rendszeresen megjelenő majd eltűnő és ismét megjelenő elemek komoly problémákat vetnek fel. Léteznek hagyományos szezonális korrekciós eljárások, ezek hatása azonban nem minden esetben igazolható. A szezonalitás kezelését illetően nincs konszenzus az árstatisztikusok között, vannak olyan kutatók is, akik általában ellenzik a szezonális korrekció alkalmazását. A következőkben felsorolunk pár szezonális korrekciós eljárást:

#### Összegző árak használata
A fogyasztói kosárba bevont termékeket szezonálisan csoportosítjuk. Pl.: nem szezonális ruházat az egész évben kapható termékek; és két szezonális csoport: nyári ruhák, téli ruhák. Ezzel korrigálható a szezonális áruk szezonon kívüli torzító hatása.

#### Szezonális termékek kizárása
Ez a legegyszerűbb megoldása az indexszám kiszámítására. Az így számított árindex nem tekinthető reprezentatívnak, és ez a felhasználók szempontjából aggályos lehet.

#### Csak az egész évben kapható termékek bevonása
Ez a megoldás a behelyettesítéses árindex-számításból ismert. Lényege, hogy a fogyasztói kosárban található egész évben kapható áruk szezonális árait is behelyettesítik az árindexszámító képletbe azokban a hónapokban is, amikor azok nem kaphatók.

#### Minden elérhető termék bevonása
Ezt a módszert alkalmazva a fogyasztói kosár minden elemének, vagy azzal azonos árunak vagy szolgáltatásnak az ára behelyettesítésre kerül az árindexképletbe. A szezonális áruk ára akkor kerül megállapításra, amikor azok elérhetők, a szezonon kívül ezekkel az árakkal számolunk.

#### A legutoljára megfigyelt ár átvétele
Ez a legegyszerűbb és a leginkább ajánlott módszer. Lényege: minden esetben, ha szezonális termék ára az adott periódusban nem megfigyelhető, akkor a legutolsó megfigyelt árral, amikor az adott termék vagy szolgáltatás még elérhető volt, számolunk. Fontos meghatározni, hogy a szezonban mikor mérünk utoljára, mivel a szezon kifutásakor mért árak (leértékelés, stb.) erősen torzítók lehetnek.

#### Normál ár képzése és beillesztés
Ebben az eljárásban a szezont követő első hónapban a szezon alatti árakból egy „normál” vagy „normalizált” árat képeznek és mind addig, amíg újra meg nem jelenik az adott jószág a piacon, ez a „normál” ár kerül beillesztésre az árindexképletbe.

#### Csak az első megfigyelt ár használata és behelyettesítése
A szezonális termékek árait csak egy alkalommal - a szezonkezdetkor - mérik, majd ezt az árat használják a szezon alatt, és a szezont követően is egészen a következő szezonkezdetig. Az eljárás racionalitását a szezonális termékek szezon alatti értékcsökkenése adja, az a megfigyelt tendencia, hogy szezonális termékek ára a szezon előrehaladtával arányosan csökken.